# Allotropa loundsburyi
Allotropa loundsburyi är en stekelart som beskrevs av William Harris Ashmead 1901. Allotropa loundsburyi ingår i släktet Allotropa och familjen gallmyggesteklar. Inga underarter finns listade i Catalogue of Life.